# Wilhelm Rust (Tiermediziner)
Wilhelm Rust (* 30. Dezember 1863 in Langenhagen; † 18. Dezember 1957 in Hannover) war ein deutscher Tierarzt.

## Leben
Wilhelm Rust wurde als Sohn des gleichnamigen Zimmermeisters geboren. 1881 begann er an der Tierärztlichen Hochschule Hannover das Studium der Tiermedizin. Zu Beginn seines Studiums schloss er sich dem Corps Normannia Hannover an. Im April 1886 erhielt er die tierärztliche Approbation und wurde praktischer Tierarzt in Domslau im Landkreis Breslau. Nach etwa drei Jahren wechselte er nach Canth. Im Juni 1892 legte er in Berlin das Kreistierarztexamen ab. Im März 1893 wurde er Kreistierarzt des Landkreises Marienburg, im Juli 1896 des Landkreises Königsberg und im August 1898 des Landkreises Breslau sowie Veterinärrat. Am Ersten Weltkrieg nahm Rust als Oberstabsveterinär der Reserve teil. Während des Krieges wurde er im Februar 1915 Regierungs-Veterinärrat bei der Bezirksregierung Breslau. 1923 wurde er mit einer epidemiologischen Studie an der Tierärztlichen Hochschule zum Dr. med vet. promoviert. 1924/25 wurde er zum Oberregierungs- und Veterinärrat befördert. Am 1. April 1929 trat er in den Ruhestand.
Rust war von 1906 bis Oktober 1928 Vorsitzender des „Vereins Preußischer Beamteter Tierärzte“. Von August 1933 bis zu dessen Aufgehen in der Abteilung Fortbildung der Reichstierärztekammer im Rahmen der Gleichschaltung war er Präsident des Deutschen Veterinärrates. Nach dem Zweiten Weltkrieg lebte er in Langenhagen.
Für sein Lebenswerk als Tierarzt und tierärztlicher Berufsstandsfunktionär erhielt Rust akademische und berufsständische Auszeichnungen. Neben Artikeln anlässlich seiner Pensionierung sowie seines 70., 75., 80., 85. und 90. Geburtstages wurde er in Nachrufen in den Zeitschriften Deutsches Tierärzteblatt und Deutsche Tierärztliche Wochenschrift gewürdigt.

## Auszeichnungen
- Ehrenbürger der Tierärztlichen Hochschule Berlin, 1928
- Ehrenbürger der Tierärztlichen Hochschule Hannover, 1928
- Ehrenmitglied des Vereins der beamteten Tierärzte Niedersachsens, 1953
- Bundesverdienstkreuz 1. Klasse, 1954

## Schriften
- Epidemiologie der ansteckenden Blutarmut der Pferde im Regierungsbezirk Breslau, 1923